# Revival (singel Deerhuntera)
Revival – pierwszy singiel amerykańskiej grupy Deerhunter z jej czwartego albumu Halcyon Digest. Został wydany 21 lipca 2010 roku w Internecie, a na winylu pojawił się 24 sierpnia w limitowanej liczbie 3500 kopii. W formie digital download znajdowała się także tylna okładka singla i wskazówki do zrobienia przedniej DIY.

## Lista utworów
1. "Revival" – 2:13
2. "Primitive 3D" – 3:07